# Glendale (Washington)
Glendale az Amerikai Egyesült Államok északnyugati részén, Washington állam Island megyéjében elhelyezkedő önkormányzat nélküli település.
Az 1907-ben alapított postahivatala 1905 és 1943 között működött.

## Fordítás
- Ez a szócikk részben vagy egészben  a   Glendale, Washington című angol Wikipédia-szócikk ezen változatának fordításán alapul.  Az eredeti cikk szerkesztőit annak laptörténete sorolja fel. Ez a jelzés csupán a megfogalmazás eredetét és a szerzői jogokat jelzi, nem szolgál a cikkben szereplő információk forrásmegjelöléseként.